# A Ilha do Rei Lagarto
Island of the Lizard King (Brasil: A Ilha do Rei Lagarto ) é o sétimo livro-jogo da coleção Fighting Fantasy (que no Brasil e em Portugal recebeu o nome de Aventuras Fantásticas), escrito por Ian Livingstone e ilustrado por Brian Williams, publicado originalmente em 1984 pela  Puffin Books, em 2002, foi republicado pela Wizard Books. 

## Enredo
O jogador assume o papel de um aventureiro com a tarefa de impedir o Rei Lagarto e libertar os escravos humanos capturados por seu exército. A jogabilidade toma a forma de uma campanha: O jogador luta contra Homens-lagarto e vários outros monstros em toda a ilha, enquanto coleta informações importantes, como a fraqueza do Rei Lagarto, que será necessário durante o confronto final.

## No Brasil
Embora a coleção tenha sido publicada no país durante as década de 1980 e 1990, o livro-jogo permaneceu inédito, até ser publicado pela Jambô em 2013.

## Outras mídias
A versão digital foi desenvolvida pela Tin Man Games e estará disponível para Android e iOS.